# روبرتو گاوالدون
روبرتو گاوالدون (اسپانیایی: Roberto Gavaldón‎؛ ‏ ۷ ژوئن ۱۹۰۹ – ۴ سپتامبر ۱۹۸۶) کارگردان فیلم، فیلم‌نامه‌نویس و بازیگر اهل مکزیک بود.
از فیلم‌هایی که وی در آن‌ها نقش داشته است، می‌توان به چهارشنبه خاکستر و سه همسر بی‌نقص اشاره نمود.